# André Aciman
André Aciman (ur. 2 stycznia 1951 w Aleksandrii) – amerykański pisarz.

## Życiorys
Urodził się i wychował w Aleksandrii. Obecnie pracuje jako profesor w Graduate Center of City University of New York, gdzie uczy historii teorii literatury oraz dzieł Marcela Prousta. Wcześniej uczył kreatywnego pisania na Uniwersytecie Nowojorskim oraz literatury francuskiej na Uniwersytecie w Princeton oraz Bard College.
Jest autorem kilku powieści w tym Tamte dni, tamte noce, która zdobyła Lambda Literary Award. Na jej bazie powstał także film. W 1995 opublikował pamiętnik Wyjście z Egiptu, który zdobył Whiting Awards. W wywiadzie z 2019 stwierdził jednak, że jego najlepszą powieścią jest Osiem białych nocy. 
Ożenił się z  Susan Wiviott. Mają trzech synów: Alexandra oraz bliźnięta, Philipa i Michaela.

## Nagrody

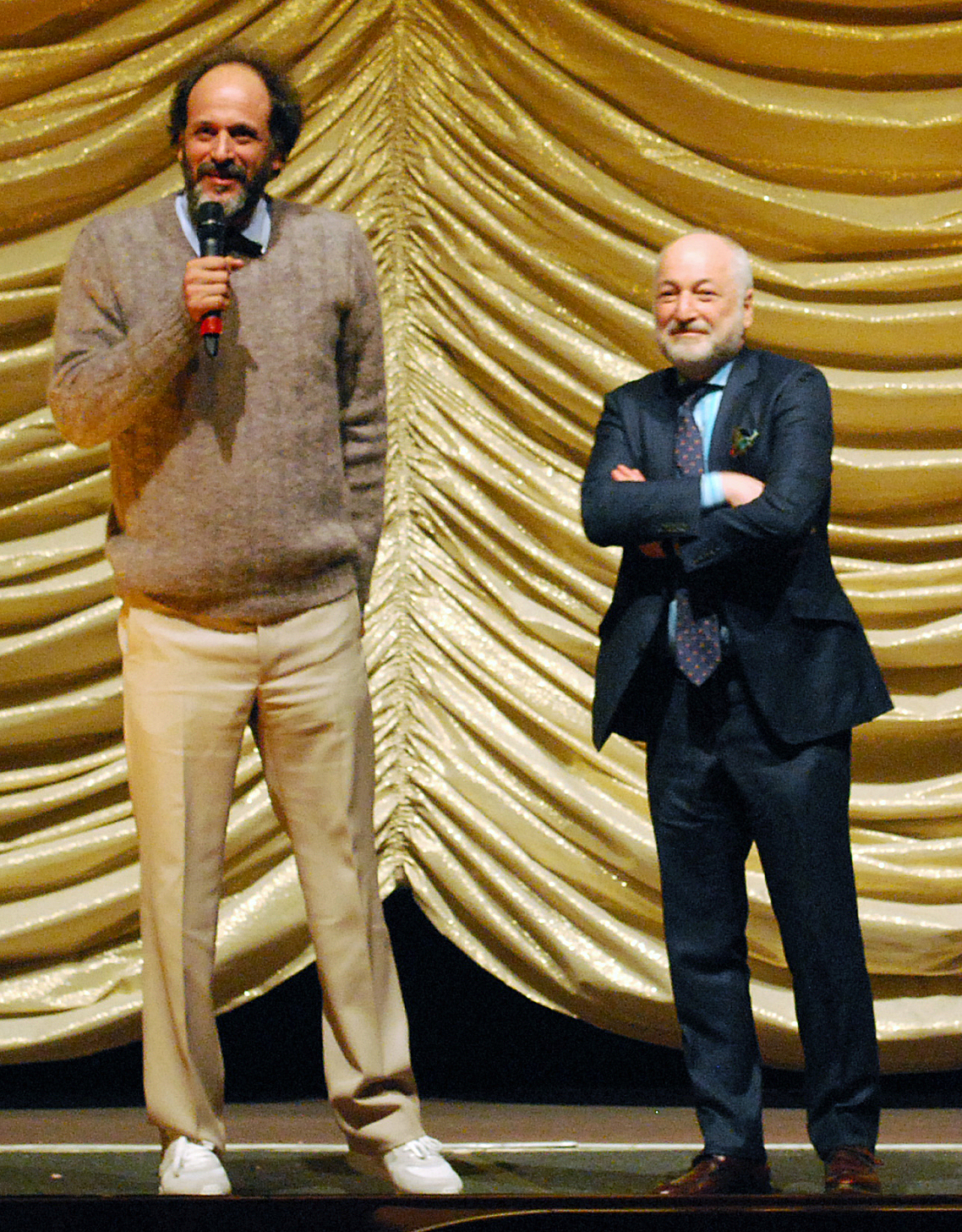
Luca Guadagnino i Aciman w trakcie 67. Międzynarodowego Festiwalu Filmowego w Berlinie

- 1995 – Whiting Award
- 2007 – Lambda Literary Award

## Twórczość

### Powieści
- Tamte dni, tamte noce (2007)
- Osiem białych nocy (2010)
- Harvard Square (2013)
- Pięć zauroczeń (2017)
- Znajdź mnie (2019)
- The Gentleman From Peru (2024)

### Opowiadania
- "Cat's Cradle". The New Yorker. Listopad 1997.
- Monsieur Kalashnikov. The Paris Review. 181. Lato 2007
- "Abingdon Square". Granta. 122 (Betrayal). Styczeń 2013.

### Literatura faktu
- Wyjście z Egiptu (pamiętnik) (1995)
- Letters of Transit: Reflections on Exile, Identity, Language, and Loss (redaktror/kontrybutor) (1999)
- False papers: essays on exile and memory (2000)
- Entrez: Signs of France (z Steven Rothfeld) (2001)
- The Proust Project (redaktor) (2004)
- The Light of New York (z Jean-Michel Berts) (2007)
- Alibis: Essays on Elsewhere (2011)
- Homo Irrealis: Essays (2021)

### Wybrane artykuły
- "Reflections of an Uncertain Jew". The Threepenny Review.81. Wiosna 2000.
- "The Exodus Obama Forgot to Mention". Opinia. The New York Times. 8 Czerwca 2009.
- "Are You Listening? Conversations with my deaf mother". Historia osobista. The New Yorker. 17 Marca 2014.
- "W. G. Sebald and the Emigrants". The New Yorker. 25 Sierpnia 2016.
- "André Aciman Would Like to Demote Virginia Woolf From the Canon". By the Book. The New York Times. 31 Października 2019.